# Eivind Tangen
Eivind Tangen (Bergen, 4 de mayo de 1993) es un jugador de balonmano noruego que juega como lateral derecho en el Skjern HB y en la Selección de balonmano de Noruega.
Con la selección ganó la medalla de plata en el Campeonato Mundial de Balonmano Masculino de 2017.

## Palmarés

### Skjern
- Liga danesa de balonmano (1): 2018

## Clubes
- Fillingen Bergen (2009-2016)
- HC Midtjylland (2016-2018)
- Skjern HB (2018- )[4]